# Поноћ у Паризу
Поноћ у Паризу (енгл. Midnight in Paris) је америчко–шпанска романтична комедија са елементима фантазије, редитеља и сценаристе Вудија Алена, номинована за Оскара за најбољи филм, најбољег редитеља, најбољу сценографију и најбољи оригинални сценарио. Филм се бави носталгијом и модернизмом.

## Радња
Гил и његова вереница долазе у Париз, где он намерава да заврши свој роман. Будући да се веома разликује од своје површне будуће супруге, Гил ужива у времену које проведе сам, у лутању париским уличицама. Једне вечери, пошто црквена звона огласе поноћ, његову пажњу привлачи весела дружина у аутомобилу из двадесетих. На њихов наговор, улази у кола и изненада пролази кроз време – затиче се у друштву Пабла Пикаса, Салвадора Далија и Ернеста Хемингвеја. Што више времена проводи са њима, али и заводљивом Адријаном, Модиљанијевом и Браковом (Жорж Брак) девојком, њему све теже пада повратак у стварност...

## Улоге
| Глумац          | Улога       |
| --------------- | ----------- |
| Овен Вилсон     | Гил Пендер  |
| Марион Котијар  | Адријана    |
| Рејчел Макадамс | Инез        |
| Курт Фулер      | Џон         |
| Мими Кенеди     | Хелен       |
| Мајкл Шин       | Пол Бејтс   |
| Нина Аријанда   | Карол Бејтс |
| Карла Бруни     | водич       |

| Глумац                | Улога                  |
| --------------------- | ---------------------- |
| Кори Стол             | Ернест Хемингвеј       |
| Кети Бејтс            | Гертруда Стајн         |
| Том Хидлстон          | Френсис Скот Фицџералд |
| Адријен Броди         | Салвадор Дали          |
| Marcial Di Fonzo Bo   | Пабло Пикасо           |
| Sonia Rolland         | Жозефина Бекер         |
| Том Кордије           | Мен Реј                |
| Adrien de Van         | Луис Буњуел            |
| David Lowe            | Томас Стернс Елиот     |
| Ив Антоан Спото       | Анри Матис             |
| Vincent Menjou Cortes | Анри де Тулуз-Лотрек   |
| Olivier Rabourdin     | Пол Гоген              |
| Франсоа Ростен        | Едгар Дега             |
| Емануела Узан         | Џуна Барнс             |
| Ив Хек                | Кол Портер             |
| Алисон Пил            | Зелда Фицџералд        |